# Lübbars
Lübbars ist ein Ortsteil der Ortschaft Kerkau und der Einheitsgemeinde Stadt Arendsee (Altmark) im Altmarkkreis Salzwedel in Sachsen-Anhalt.

## Geographie
Lübbars, ein Straßendorf mit Kirche, liegt 1½ Kilometer südwestlich von Kerkau und 20 Kilometer südöstlich der Kreisstadt Salzwedel in der Altmark. Im Norden fließt der Markgraben Kerkau, der in den Augraben mündet.
Nachbarorte sind Fleetmark im Nordwesten, Kerkau im Nordosten, Plathe im Südosten und Molitz im Südwesten.

## Geschichte

### Mittelalter bis 20. Jahrhundert
1219 wurde ein Johannes de lubaz als Zeuge in einer in Belzig ausgestellten Urkunde genannt, 1297 trat Meyno de Lubras in Salzwedel als Zeuge auf, der auch vor 1311 als Meynardus de Lubas erwähnt wurde.
Das Dorf wurde erstmals im Jahre 1375 als Lubas im Landbuch der Mark Brandenburg erwähnt, es umfasste 13 Hufen und hatte einen Schulzen. Am 20. November 1378 wurde das Dorf unter dem Namen Lübaz erwähnt, als das Kloster Isenhagen Hebungen aus den Dörfern in der Nähe von Salzwedel an den Rat der Altstadt Salzwedel verkaufte. Weitere Nennungen sind 1481 lubbars, 1490 lubbarsz, 1687 Luebarsz, 1794 Lübbaars und 1804 Lübbars oder Lubbars, ein Dorf mit einem Freihof und gutem Boden.
Bei der Bodenreform wurden 1945 ermittelt: 13 Besitzungen unter 100 Hektar hatten zusammen 350 Hektar, eine Kirchenbesitzung hatte 2,8 Hektar Land. Im Jahre 1953 entstand die erste Landwirtschaftliche Produktionsgenossenschaft, die LPG „Kerkau-Lübbars“, wohl vom Typ III.
Südlich des Dorfes wurde früher Ton abgebaut. Die Tongrube Lübbars ist heute ein Biotop für viele Vogelarten und Insekten.

### Herkunft des Ortsnamens
Jürgen Udolph führt den Ortsnamen auf den slawischen Personennamen „Ljubaš“ zurück.
Aleksander Brückner sieht das altslawische Wort „ljubъ“ für „lieb“ als mögliche Herkunft für den Namen an.

### Eingemeindungen
Lübbars gehörte bis 1807 zum Arendseeischen Kreis, danach bis 1813 zum Kanton Groß Apenburg im Königreich Westphalen, ab 1816 kam es in den Kreis Salzwedel, den späteren Landkreis Salzwedel in der preußischen Provinz Sachsen.
Am 20. Juli 1950 wurde die Gemeinde Lübbars aus dem Landkreis Salzwedel in die Gemeinde Kerkau eingemeindet.
Nach Eingemeindung der bisher selbstständigen Gemeinde Kerkau am 1. Januar 2010 wurde der Ortsteil Lübbars ein Ortsteil der Stadt Arendsee (Altmark).

### Einwohnerentwicklung
| Jahr | Einwohner |
| ---- | --------- |
| 1734 | 046       |
| 1774 | 052       |
| 1789 | 062       |
| 1798 | 062       |
| 1801 | 065       |
| 1818 | 060       |
| 1840 | 066       |
| 1864 | 113       |

| Jahr | Einwohner |
| ---- | --------- |
| 1871 | 112       |
| 1885 | 115       |
| 1892 | [00]108   |
| 1895 | 117       |
| 1900 | [00]159   |
| 1905 | 108       |
| 1910 | [00]102   |
| 1925 | 106       |

| Jahr | Einwohner |
| ---- | --------- |
| 1939 | 112       |
| 1946 | 189       |
| 2011 | 038       |
| 2012 | 042       |
| 2013 | 039       |
| 2014 | 038       |
| 2015 | 039       |
| 2016 | 037       |

| Jahr | Einwohner |
| ---- | --------- |
| 2017 | 37        |
| 2020 | [00]33    |
| 2021 | [00]33    |
| 2022 | [0]33     |
| 2023 | [0]33     |

Quelle wenn nicht angegeben, bis 2006 und 2011–2017

## Religion
Die evangelische Kirchengemeinde Lübbars, die früher zur Pfarrei Callehne gehörte, wird heute betreut vom Pfarrbereich Fleetmark-Jeetze des Kirchenkreises Salzwedel im Bischofssprengel Magdeburg der Evangelischen Kirche in Mitteldeutschland.
Die Pfarrei Callehne hieß später Kallehne und hatte nach 1945 den Namen Fleetmark erhalten.
Die ältesten Kirchenbücher der Pfarrei Kallehne stammen aus dem Jahr 1649.

## Kultur und Sehenswürdigkeiten
- Die evangelische Dorfkirche Lübbars, die am Südwestende des Dorfes steht, ist ein Rechtecksaal aus Feldstein aus dem 14. oder 15. Jahrhundert. Die Glocke der Kirche ist älter, sie stammt aus der Zeit um 1300.[13] Die Kirche wurde in einer Visitation aus dem Jahre 1540 erwähnt.[23] 1718 wurde die Kirche erneut erwähnt, als eine umfassende Renovierung stattfand. Im 19. Jahrhundert wurde eine Empore eingebaut. Der mit Schiefer verkleidete Dachturm musste 1973 abgerissen werden, da ein Einsturz drohte. 2011 konnte ein neuer Dachturm errichtet werden.[24]
- Die Kirche steht auf dem Ortsfriedhof.

## Verkehr
Die Bahnstrecke Stendal–Uelzen führt durch den Ort. Der nächste Bahnhof ist in Fleetmark. Das Dorf ist über einen Rufbus der Personenverkehrsgesellschaft Altmarkkreis Salzwedel an den öffentlichen Personennahverkehr angeschlossen.